# Beneški zaliv
Benéški zalív (italijansko Golfo di Venezia) je severni del Jadranskega morja, ki ga omejuje navidezna črta med izlivom reke Pad in koncem istrskega polotoka, ki si ga delijo Italija, Slovenija in Hrvaška. Zaliv je plitev, največja globina je 37 m. Temperatura vode je 10-25 °C, slanost 35-36‰. Večji pritoki so Soča, Tilment, Adiža, Piava in Pad. Obala je v zahodnem delu nizka in močvirnata, značilne so lagune (Beneška in Gradeška laguna); vzhodna obala je bolj razgibana in skalnata, globoko je vrezan Tržaški zaliv. Večja mesta ob Beneškem zalivu so Benetke (Venezia) in Trst (Trieste) v Italiji, Koper v Sloveniji, Rovinj in Pulj (Pula) na Hrvaškem.